# Alexander von Kluck
Alexander Heinrich Rudolph von Kluck (Münster, 20 mei 1846 - Berlijn, 19 oktober 1934) was een Duitse generaal tijdens de Eerste Wereldoorlog.

## Jeugd
Von Kluck was de zoon van de architect-bouwmeester Carl Kluck en zijn echtgenote Elisabeth Tiedemann. Hij trouwde in 1874 met Fanny von Donop, met wie hij drie zoons en een dochter had.

## Militaire carrière
Hij schreef zich in in het Pruisisch leger om daarna te dienen tijdens de Duitse Oorlog tegen Oostenrijk in 1866 en de Frans-Pruisische Oorlog van 1871, waar hij tweemaal verwond werd. Hiervoor werd hij onderscheiden met het IJzeren Kruis (IIde Klasse) voor moed en dapperheid. Hij werd in 1906 tot generaal der infanterie bevorderd en in 1913 werd hij tot inspecteur-generaal in het gebied van het 7de Leger benoemd.

### Eerste Wereldoorlog
Met het uitbreken van de Eerste Wereldoorlog werd von Kluck in het commando van het Eerste Leger geplaatst. Zoals het Schlieffenplan voorschreef was dit leger deel van de sterke rechtervleugel en vormde de uiterste westelijke flank van het Duitse leger. Samen met het Tweede Leger onder bevel van Karl von Bülow, meer oostelijk, zou het Parijs gaan omsingelen. De twee legers moesten de stad bedreigen vanuit het oosten en het westen. Na de slagen bij Bergen en Le Cateau dwong het Eerste Leger het Franse 5de Leger onder generaal Lanrezac en het Britse Expeditieleger tot een terugtocht tot de poorten van Parijs. Door de (later terechte) vrees dat er tussen het Eerste en Tweede Leger een gat zou ontstaan, plaatste de Oberste Heeresleitung (OHL) von Kluck onder het commando van von Bülow, die het Tweede Leger leidde. Dit was allerminst naar de zin van von Kluck, die hevig protesteerde. Hij kon de OHL uiteindelijk overtuigen en het bevel werd ingetrokken. De agressieve von Kluck nam hierna een rampzalige beslissing: hij redeneerde dat de geallieerden enkel nog maar wat opgejaagd moesten worden voordat ze zich zouden overgeven en ging niet ten westen, maar ten oosten van Parijs. Alsof dat nog niet erg genoeg was, ontstond er inderdaad een gat van ongeveer 48 km tussen de eerste twee legers.
Op 5 september attaqueerde het nieuw gevormde Franse 6de Leger von Klucks rechterflank, het begin van de Eerste Slag bij de Marne. Von Kluck stuurde versterkingen, waardoor de aanval gepareerd werd. Maar tegelijkertijd begonnen de Britten zich in het gat tussen hem en von Bülow te bewegen. Hierdoor werd een directe overwinning onmogelijk en de OHL beval een ordelijke terugtocht tot de Aisne, wat het begin van de loopgravenoorlog inluidde.
Zijn favoriete citaat was: "Tijdens grote en gevaarlijke operaties moet je niet denken maar doen" van Julius Caesar.

## Pensioen en later leven
In 1915 werd hij, tijdens een inspectie van zijn troepen, geraakt door een schrapnel, met zeven wonden in zijn been tot gevolg. Kort daarna kreeg hij de Pour le Mérite. Zijn zoon, Karl Egon, sneuvelde op 26 januari 1915 te Middelkerke.
Generaal von Kluck publiceerde in 1920 zijn memoires uit de oorlog in het boek Führung und Taten der Erste.

## Militaire loopbaan
- Leutnant: 16 augustus 1866[3]
- Oberleutnant: 13 april 1872[3]
- Hauptmann: 15 februari 1879[3]
- Major: 15 november 1887[3]
- Oberstleutnant: 25 maart 1893[3]
- Oberst: 18 april 1896[3]
- Generalmajor: 22 september 1899[3]
- Generalleutnant: 3 april 1902[3]
- General der Infanterie: 16 oktober 1906[3]
- Generaloberst: 27 januari 1914[3]

## Onderscheidingen
- Adelstand verheven op 27 januari 1909
- Pour le Mérite op 28 maart 1915[3][4][5]
- IJzeren Kruis, 2e klasse[3]
- Orde van de Zwarte Adelaar in 1913[4]
- Grootkruis in Orde van de Rode Adelaar